# Estación Pergamino (Mitre)
Pergamino es una estación ferroviaria ubicada en la localidad del mismo nombre, en el Partido de Pergamino, Provincia de Buenos Aires, Argentina.

## Servicios
A partir de 1992, este ramal de Ferrocarriles Argentinos fue dado en concesión a la empresa privada Nuevo Central Argentino, que explota la operación e infraestructura de cargas del Ferrocarril General Bartolomé Mitre.
Los trenes de pasajeros dejaron de funcionar en 1992, cuando cesaron los servicios del tren "Ciudad de Pergamino" que unía Retiro, Pergamino y Venado Tuerto.
Hasta los años 70, había también servicios hacia y desde Río Cuarto, Casilda y Rosario, entre otros destinos regionales.
Desde entonces, existen siempre iniciativas y proyectos para reanudar los servicios entre Retiro y Pergamino, no concretados hasta ahora.

## Historia
En la década de 1870 fue inaugurada la Estación Pergamino, por parte del Ferrocarril de la Provincia de Buenos Aires. Posteriormente el ramal fue adquirido en 1890 por el Ferrocarril Central Argentino, como parte de su estrategia para unir la ciudad de Rosario con Buenos Aires. Con la adquisición previa del Ferrocarril del Norte de Buenos Aires, el acceso a Pergamino se hacía por el ramal que se inicia en la Estación Victoria de la actual Línea Mitre, Ramal Tigre.
Mientras fue operado por Ferrocarriles Argentinos, pasaban por la estación más de 50 trenes, entre trenes de carga y de transporte interurbano de pasajeros, hacia las provincias de Santa Fe y Córdoba. Actualmente, desde la privatización ferroviaria impulsada en la década de 1990, el ramal es operado por el Nuevo Central Argentino sólo para trenes de carga.
Actualmente la estación es preservada en excelentes condiciones debido a que allí se ha convertido en un Centro Cultural y se mantiene todo el entorno con todos los carteles nomencladores, puente de andenes, vías, antiguos vagones de carga, y el resto fue utilizado para hacer un parque lineal con distintas zonas para hacer deporte y descansar. 
Los antiguos talleres y galpones ferroviarios hoy en día son utilizados para albergar un museo ferroviario con la más extensa cantidad de objetos pertenecientes al ramal, con zonas recuperadas y varios objetos con gran valor de colección.